# Ordine al merito indocinese
L'Ordine al Merito Indocinese è stato un ordine cavalleresco concesso dalla Francia.

## Storia
L'Ordine è stato fondato il 30 aprile 1900 dall'allora Governatore Generale dell'Indocina Francese Paul Doumer.
L'Ordine premiava le persone locali per i servizi all'agricoltura, al commercio, all'industria e all'arte. Questa decorazione non aveva lo status ufficiale di ricompensa coloniale francese, ma solo una decorazione per la popolazione locale di Laos da Cambogia, Tonkin, Cocincina e Annam.
L'Ordine era governato da un Consiglio dell'Ordine.

## Classi
L'Ordine dispone delle seguenti classi di benemerenza:
- Cavaliere di I Classe (limitato a 15 membri)
- Cavaliere di II Classe (limitato a 100 membri)
- Cavaliere di III Classe (limitato a 500 membri)

## Insegne
- Il distintivo era una stella a sei punte con lati concavi. Al centro della stella vi era un medaglione rotondo. Al centro del medaglione vi era la scritta in ideogrammi Annamiti "Vale la pena di sviluppare la conoscenza", In cerchio vi era la scritta "Indocina francese". Attaccata ad una sfera del braccio al di sopra della stella vi erano due rami di alloro, che agivano come un anello per fissare la stella al nastro.
- Il nastro era completamente giallo.